# Stadsbrand

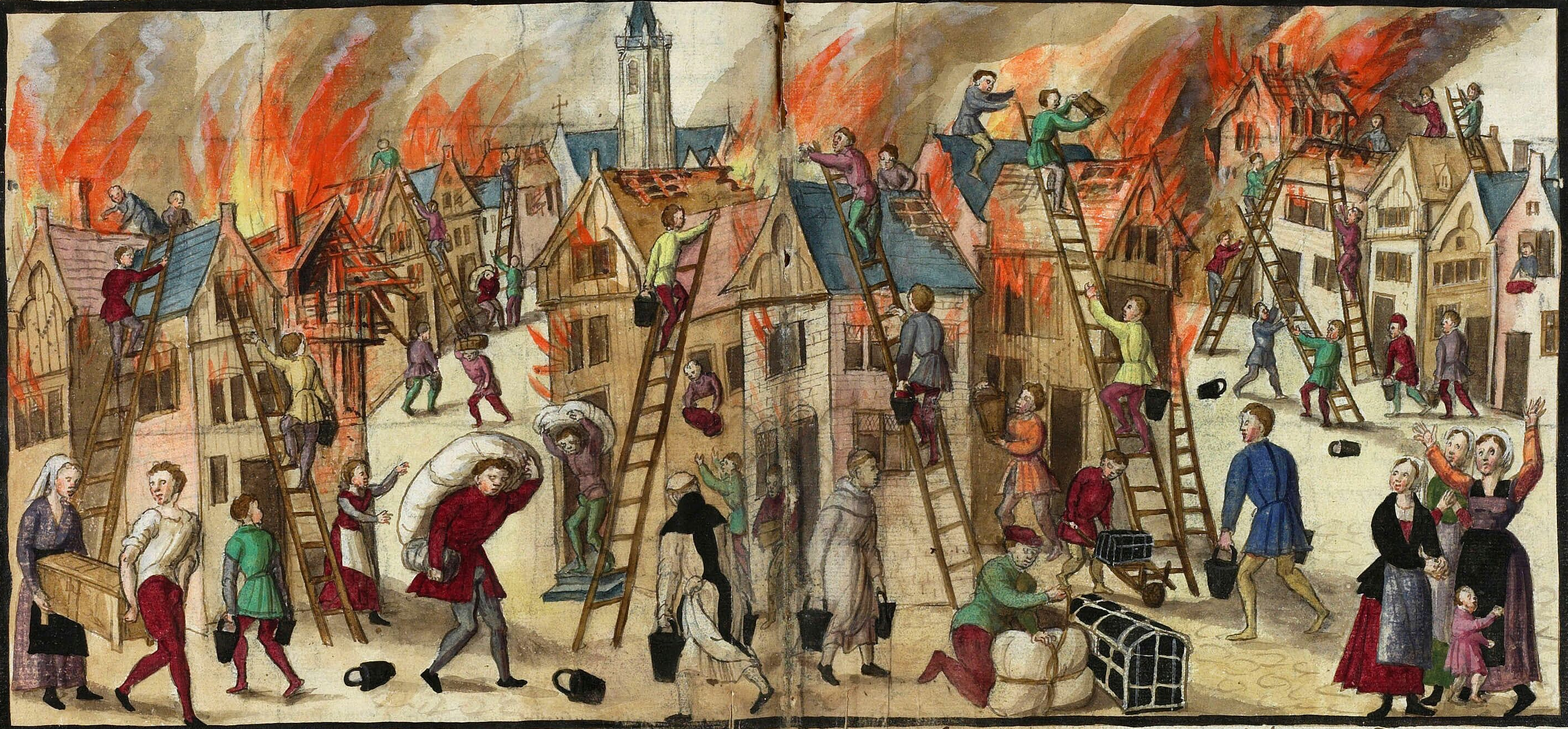
Brand van Valenciennes in 1522

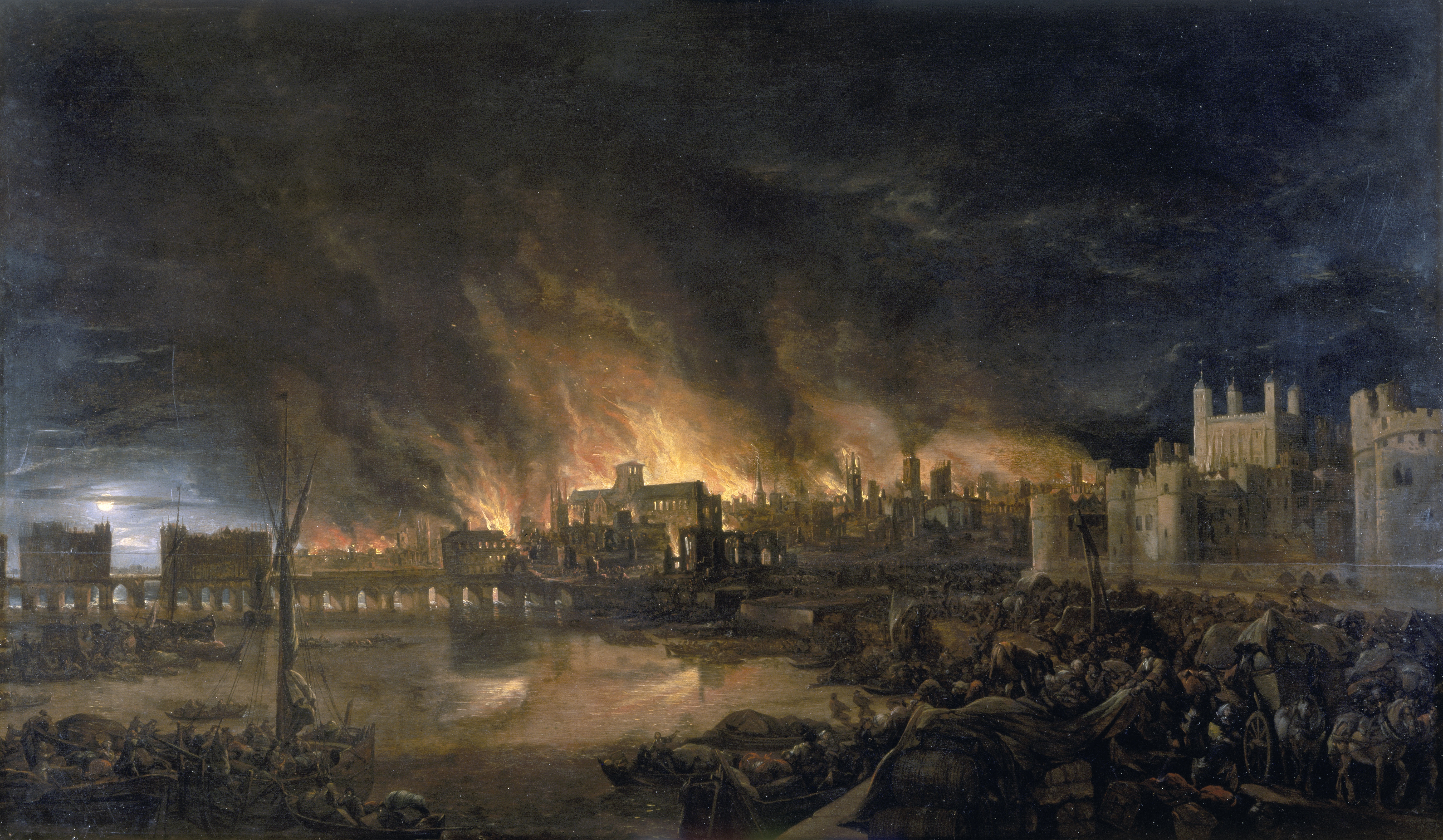
Grote brand van Londen in 1666

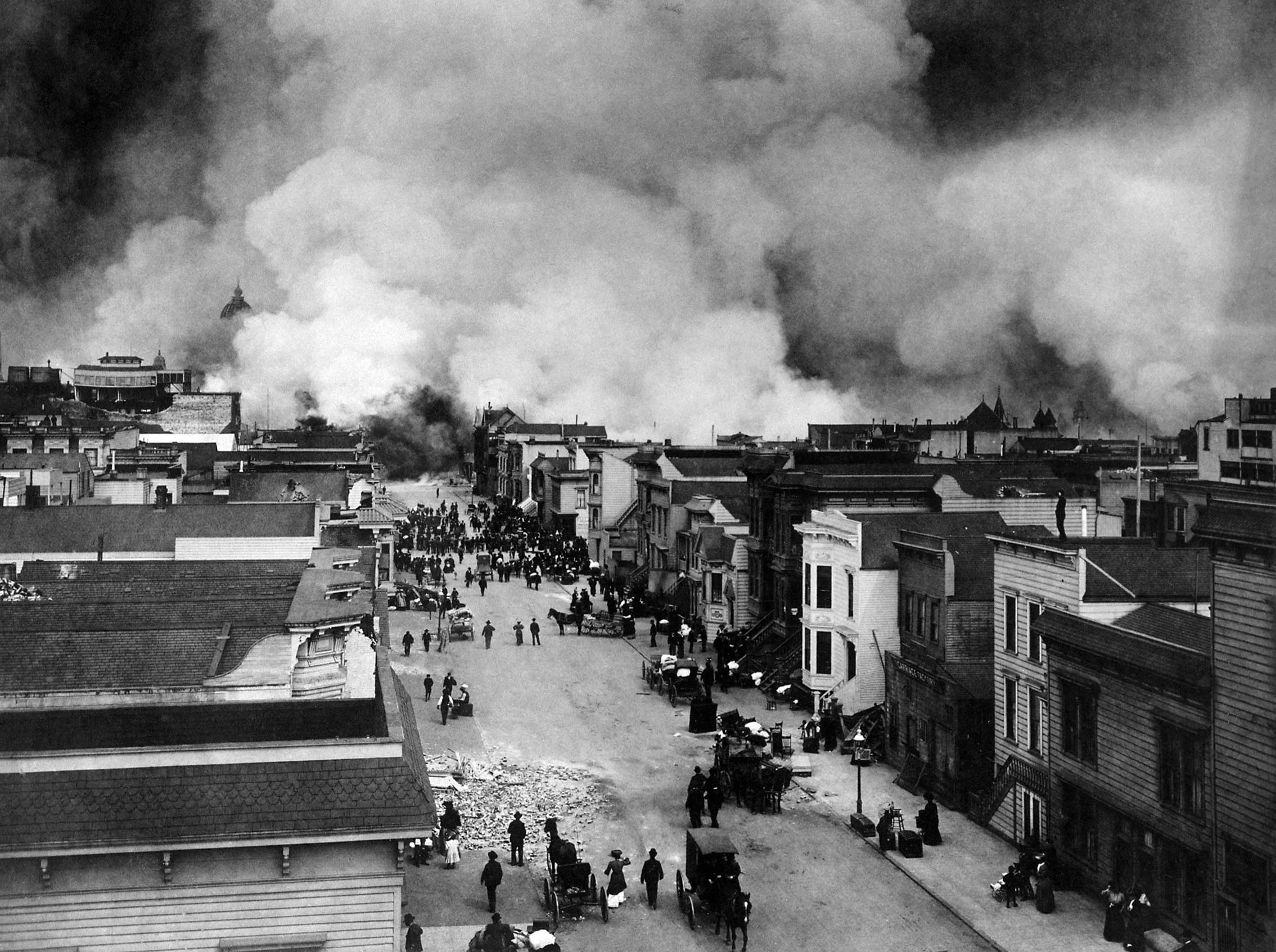
Het Mission District in San Francisco brandt na de aardbeving in 1906

Een stadsbrand is een brand die een groot gebied van een stad vernietigt.
Vooral in de oudheid en de middeleeuwen werden stadsbranden gevreesd. De meeste huizen waren van hout en bedekt met stro of dakspanen. De kap van het dak reikte meestal ver buiten de gevelmuren, zodat er bij een brand brandende stukken hout op de straat vielen, waar voorbijgangers door getroffen konden worden. Sterke wind kon de gevolgen nog versterken en alleen delen van de stad die bovenwinds van de brand lagen bleven gespaard. Eenmaal uitgebroken werd het hierdoor moeilijker een brand te blussen. In combinatie met de smalle straten vergrootte dit de kans op een vuurstorm, die grote delen van een stad plat kon branden. Tegen een eenmaal uitgebroken vuurstorm stond men volstrekt machteloos.
Bakstenen waren kostbaar, alleen gebouwen als kerken waren daarom uit steen opgetrokken. In de meeste steden werden de huizen pas na een of meer grote branden veiliger gebouwd. In de eeuwen na de vroege middeleeuwen ging men ertoe over om meer in steen te bouwen. Hierbij werd veelvuldig gebruikgemaakt van subsidies. Ook maakte men gebruik van scheidings- en buitenmuren om bij een brand het overslaan naar aanpalende huizen zo veel mogelijk te voorkomen.

## Europa
| - Alkmaar: 1328 - Amersfoort: 1340 - Amsterdam: 1421, 1452, 1597 - Arnhem: 1364, 1419, 1422, 2025 - Asperen: 1423 - Batenburg: 1412, 1463 - Bergen op Zoom: 1397, 1444 - Borculo: 1590 - Breda: 1490, 1534, 1577, 1603 - Bredevoort: 1597, 1619 - Bronckhorst: 1633 - Buren: 1575 - Delden: 1655 - Delft: 1536 - Deventer: 1235, 1334 - Doetinchem: 1527 - Dokkum: 1572 - Dordrecht: 1332, 1338, 1457 - Eindhoven: 1486, 1554 - Enkhuizen: 1512 - Enschede: 1517, 1750, 1862 - Genemuiden: 1521, 1580, 1625, 1740, 1868 - Gennep: 1597 - Goedereede: 1482 - Goes: 1554 - Goor: 1647 - Gorinchem: 1388 - Gouda: 1361, 1438 - Grave: 1415 - Haarlem: 1347, 1576 - Hardenberg: 1497, 1708 - Harderwijk: 1503 - 's-Hertogenbosch: 1400, 1419, 1463 - Heusden: 1572 - Hoorn: 1481 - Leeuwarden: 1392 - Lochem: 1615 - Maastricht: 1612 - Medemblik: 1517, 1555 - Middelburg: 1432, 1492 - Monnickendam: 1499, 1513 - Naarden: 1572 - Nijkerk: 1540 - Nijmegen: 180, 1537, 1561 - Ommen: 1517, 1624 - Oss: 1751 - Ravenstein: 1606 - Rhenen: 1400 - Roermond: 1554, 1665 - Rotterdam: 1563 - Schiedam: 1428, 1494 - Schoonhoven: 1321, 1375, 1382, 1518 - Sittard: 1420, 1677 - Sneek: 1295, 1457 - Steenwijk: 1523 - Tiel: 1136, 1334, 1420, 1425 - Utrecht: 1017, 1131, 1148, 1173, 1177, 1253, 1279 - Vianen: 1540 - Vlaardingen: 1574 - Zierikzee: 1414, 1458, 1466, 1526, 1576 - Zutphen: 1284, 1336 - Zwolle: 1324, 1361 - Aalst: 1361 - Stadsbrand van Aarschot 1578: 1578 - Antwerpen: 1546 - Bergen: 1136 - Brugge: 1184, 1415 - Brussel: 1236, 1276 - Diksmuide: 1333 - Gembloers: 1756 - Gent: 1120, 1128 - Hamont: 1493 - Herentals: 1517 - Ieper: 1241 - Kortrijk: 1331 - Leuven: 1055, 1130, 1176 - Luik: 1142 - Maaseik: 1684 - Mechelen: 1342 - Ronse: 1513, 1553, 1559 - Sint-Niklaas: 1690 - Spa: 1807 - Tienen: 1635 - Tongeren: 1667 | - Aken: 1225, 1236, 1656 - Bremen: 1041, 1258, 1285, 1340 - Griethausen 1735: 1798, 1873 - Hamburg: 1842 - Höchst am Main: 1586, 1778 - Keulen: 1150 - Limburg aan de Lahn: 1342 - Lübeck: 1157, 1251, 1276 - München: 1327 - Münster: 1127, 1197, 1383 - Bloedbad en stadsbrand van Neuss: 1586 - Osnabrück: 1100 - Osterode am Harz: 1545 - Paderborn: 1058, 1133 - Rostock: 1677 - Stade: 1659 - Stadtlohn: 1611 - Bury St-Edmunds: 1288 - Cambridge: 1293 - Canterbury: 1178, 1276 - Lincoln: 1123 - Londen: 675, 989, 1087, 1135, 1212, 1666 - Newcastle: 1854 - Northampton: 1675 - Norwich: 1171 - Rochester: 1130 - Warwick: 1694 - Armentiers: 1518 - Atrecht: 1136, 1189 - Chartres: 1178 - Kamerijk: 1123, 1129, 1145, 1148 - Noyon: 1293 - Reims: 1210 - Valenciennes: 1171 - Thessaloniki: 1917 - Rome 64 - Edinburgh: 1544 - Bazel: 1417 - Bern: 1405 - Ålesund (N): 1904 - Bergen (N): 1702, 1916 - Kopenhagen (DK): 1728, 1795 - Oslo (N): 1624 - Oulu (FIN): 1652, 1882 - Stockholm (S): 1625 - Turku (FIN): 1681, 1827 - Boekarest: 1847 - Opstand en stadsbrand van Constantinopel: 532 - Kiev: 1812 - Moskou: 1547, 1571, 1812 - Skopje: 1689 |

## Azië
- Edo: 1657
- Hangzhou: 1132, 1137, 1208, 1229, 1237 en 1275

## Noord-Amerika
- Baltimore: 1904
- Chicago: 1871
- Montréal (CDN): 1852
- New Orleans: 1788, 1894
- New York: 1776, 1794, 1835, 1845
- Pittsburgh: 1845
- San Francisco: 1851, 1906
- St. John's (Newfoundland en Labrador): 1846
- Toronto: 1849, 1904
- Washington: 1814

## Zuid-Amerika
- Paramaribo: 1821, 1832
- Bos- en stadsbrand van Valparaíso: 2014